# Havurá
O havurá ou chavurá (em hebraico: חבורה, "comunhão", plural havurot) é um pequeno grupo de judeus com o mesmo espírito, que se reúnem para fins de facilitar os serviços de oração do Shabat e feriados, a partilha de experiências comuns, como eventos do ciclo de vida e de aprendizagem judaica. Os havurot geralmente oferecem alternativas autonomas para estabelecer instituições judaicas e denominações judaicas. A maioria dos chavurot põe ênfase no igualitarismo em sentido amplo (de que o igualitarismo de gênero é uma parte), dependendo da participação de toda a comunidade e não de cima para baixo pelo clero.